# 圆空
圆空（日語漢字：円空，1632年—1695年），日本江户时代佛教天台宗法師及雕刻家。为云游僧人。靠乞讨在日本游历，他向所遇之人传道。尤因其所雕刻的佛像而著名，被稱為「圓空佛」，因其雕刻表面粗糙，没有抛光，所以他的风格被称为“短柄小斧雕刻”（日語：一刀彫）。